# Fukuyama
Fukuyama (jap. 福山市 Fukuyama-shi) – miasto w Japonii, na wyspie Honsiu, nad rzeką Ashida, w prefekturze Hiroszima.

## Położenie
Miasto leży we wschodniej części prefektury nad Morzem Wewnętrznym, graniczy z miastami:
- Onomichi
- Fuchū
- Kasaoka
- Ibara

## Historia
Otrzymało prawa miejskie 1 czerwca 1916 roku.

## Przemysł
W tym mieście rozwinął się przemysł chemiczny, maszynowy, włókienniczy, elektrotechniczny oraz spożywczy.

## Miasta partnerskie
- Kanada: Hamilton